# Dvojna oploditev
Dvojna oploditev je posebni tip oploditve rastlin, ki se pojavlja pri kritosemenkah. Zanj je značilno, da pri procesu sodelujeta dve moški spermalni celici, ki izvirata iz pelodnega zrna. Ena izmed dveh celic se združi z jajčno celico in tvori zigoto, medtem ko druga s spojitvijo z dvema polnima jedroma povzroči nastanek hranilnega tkiva, ki se imenuje endosperm. Izjemoma se dvojna oploditev pojavlja tudi pri golosemenkah (denimo rastlinah reda Gnetales).

## Potek
V procesu se ženski gametofit (pri semenkah tudi megagametofit in embrionalna vrečka) združi z dvema moškima gametama (spermalnima celicama). Na samem začetku se pelodno zrno pritrdi na brazdo pestiča, ženskega razmnoževalnega organa kritosemenk. Sledi kalitev pelodnega zrna (za katero so potrebni kisik, voda in različne signalne molekule) ter posledično nastajanje pelodne cevi (tudi pelodnega ali manj ustrezno pelodovega mešička, tanke votle cevaste strukture), ki začne svojo rast v smeri ženske plodnice. Konica pelodovega mešička zatem predre plodnico in skozi ozko odprtino, imenovano mikropila, vstopi v semensko zasnovo. Tam se iz pelodovega mešička v ženski gametofit sprostita dve spermalni celici.
V neoplojeni semenski zasnovi je prisotnih 8 celic, ki so značilno razporejene: na gornjem delu se nahajajo tri antipode, v sredini dve polni jedri in na spodnji strani dve sinergidi obdajata eno jajčno celico. Ena od dveh spermalnih celic, ki sta v semensko zasnovo prispeli po pelodni cevi, se združi s sredinskima polnima jedroma, ki sta oba haploidna, in tvori tako imenovani endosperm, triploidno hranilno tkivo. Druga moška celica se s haploidno jajčno celico spoji v diploidno zigoto. Endosperm predstavlja založno in hranilno tkivo, ki ga bo v svojem razvoju porabljal razvijajoči se zarodek, medtem ko plodnica, ki obkroža semensko zasnovo, dozori v sadež, ki je namenjen zaščiti in razširjanju. Po končani oploditvi vstop drugih spermalnih celic ni več mogoč.

## Pomembnejše strukture

#### Megagametofit
Ženski gametofit, ki sodeluje pri procesu dvojne oploditve, se imenuje megagametofit ali embrionalna vrečka. Razvije se znotraj semenske zasnove, ki se nahaja v notranjosti plodnice, tik ob bazi pestiča. Megagametofit obkrožata dva integumenta, ki tvorita mikropilo, odprtino, skozi katero bo vstopila pelodna cev. Megagametofit, ki je haploiden, izvira iz diploidne megasporocite ali materinske megaspore. Ta namreč doživi mejotsko celično delitev, pri kateri nastanejo štiri haploidne megaspore (tudi makrospore). Tri od štirih megaspor propadejo, preživela pa izvede tri zaporedne mitotske delitve, pri katerih nastane 7 celic z 8 haploidnimi jedri (na srednjem delu semenske zasnove se namreč nahajata dve polni jedri, ki skupaj tvorita eno celico). Na spodnjem delu embrionalne vreče se razvijejo jajčna celica in dve sinergidi, ki sta ključni pri usmerjanju pelodne cevi do mikropilne odprtine. Tri antipode se nahajajo na zgornji strani megametofita in po oploditvi razvijajočemu se zarodku predstavljajo hranila.

#### Mikrogametofit
Moški gametofit semenk se imenuje mikrogametofit in se v reducirani obliki nahaja v pelodnih zrnih. Razvije se v notranjosti mikrosporangijev (pelodnih vrečk), ki so del prašnic rastlinskih prašnikov. Vsak mikrosporangij vsebuje diploidno mikrosporocito ali materinsko mikrosporo, ki doživi mejozo, pri čemer nastanejo štiri haploidne mikrospore. Vsaka mikrospora se zatem razvije v pelodno zrno. Čez čas mikrospora izvede mitotsko delitev, pri čemer nastaneta dve različni celici, generativna in vegetativna celica. Nezrelo pelodno zrno tako sestavlja ovojnica (iz notranje intine in zunanje eksine) in prej omenjeni celici. Sčasoma generativna celica preide v vegetativno celico in se tam mitotsko deli, rezultat česar sta dve spermalni celici. Po dokončni zoritvi pelodnih zrn se prašnice odprejo in izpustijo ves pelod, ki je zatem s pomočjo vetra ali živalskih opraševalcev prenesen vse do brazde pestiča. Tam pelodno zrno kali, vegetativna celica naredi pelodno cev, ki se podaljša in potuje skozi vrat pestiča vse do plodnice. Od tukaj dalje sledi zgoraj opisan proces dvojne oploditve.

## Zgodovina raziskovanja
Dvojno oploditev kritosemenk sta pred več kot sto leti prva opisala Sergei Nawaschin (v Kijevu) in Léon Guignard (v Franciji). Do enakih zaključkov sta prišla neodvisno drug od drugega. Raziskave, ki sta jih izvajala s pomočjo svetlobnega mikroskopa, so potekale na vrstah Lilium martagon in Fritillaria tenella. Zaradi omejenih zmožnosti svetlobnega mikroskopa so nekatera vprašanja glede samega procesa ostala neodgovorjena. Šele kasneje, s pojavom elektronskega mikroskopa, so znova natančno popisali dogajanje, ki se odvije ob oploditvi kritosemenk. Pomembna opažanja so prispevali tudi strokovnjaki pod vodstvom Williama A. Jensena, ki so pokazali, da moške gamete nimajo celičnih sten in da se celična membrana teh gamet nahaja v neposredni bližini celične membrane drugih celic pelodnega zrna, ki jih obkrožajo.